# مورچه‌مرغ شانه‌سفید
مورچه‌مرغ شانه‌سفید (نام علمی: Akletos melanoceps) گونه‌ای از پرندگان تیرهٔ مورچه‌مرغان است که در برزیل، کلمبیا، اکوادور و پرو یافت می‌شود. زیستگاه طبیعی آن باتلاق‌های نیمه‌گرمسیری یا گرمسیری است.